# Ліповани
Ліповани (словац. Lipovany) — село, громада округу Лученець, Банськобистрицький край, центральна Словаччина, регіон Новоград. Кадастрова площа громади — 10,34 км². Протікає Мучинський потік.
Населення 247 осіб (станом на 31 грудня 2017 року).

## Історія
Ліповани згадуються в 1238 році.

## Населення
| Рік:            | 1994. | 2004.    | 2014.   | 2024. |
| --------------- | ----- | -------- | ------- | ----- |
| Кількість осіб: | 329   | 286      | 260     | 234   |
| Різниця:        |       | -13,06 % | -9,09 % | -10 % |

| Рік:            | 2023. | 2024.   |
| --------------- | ----- | ------- |
| Кількість осіб: | 230   | 234     |
| Різниця:        |       | +1,73 % |